# Каротиноїди

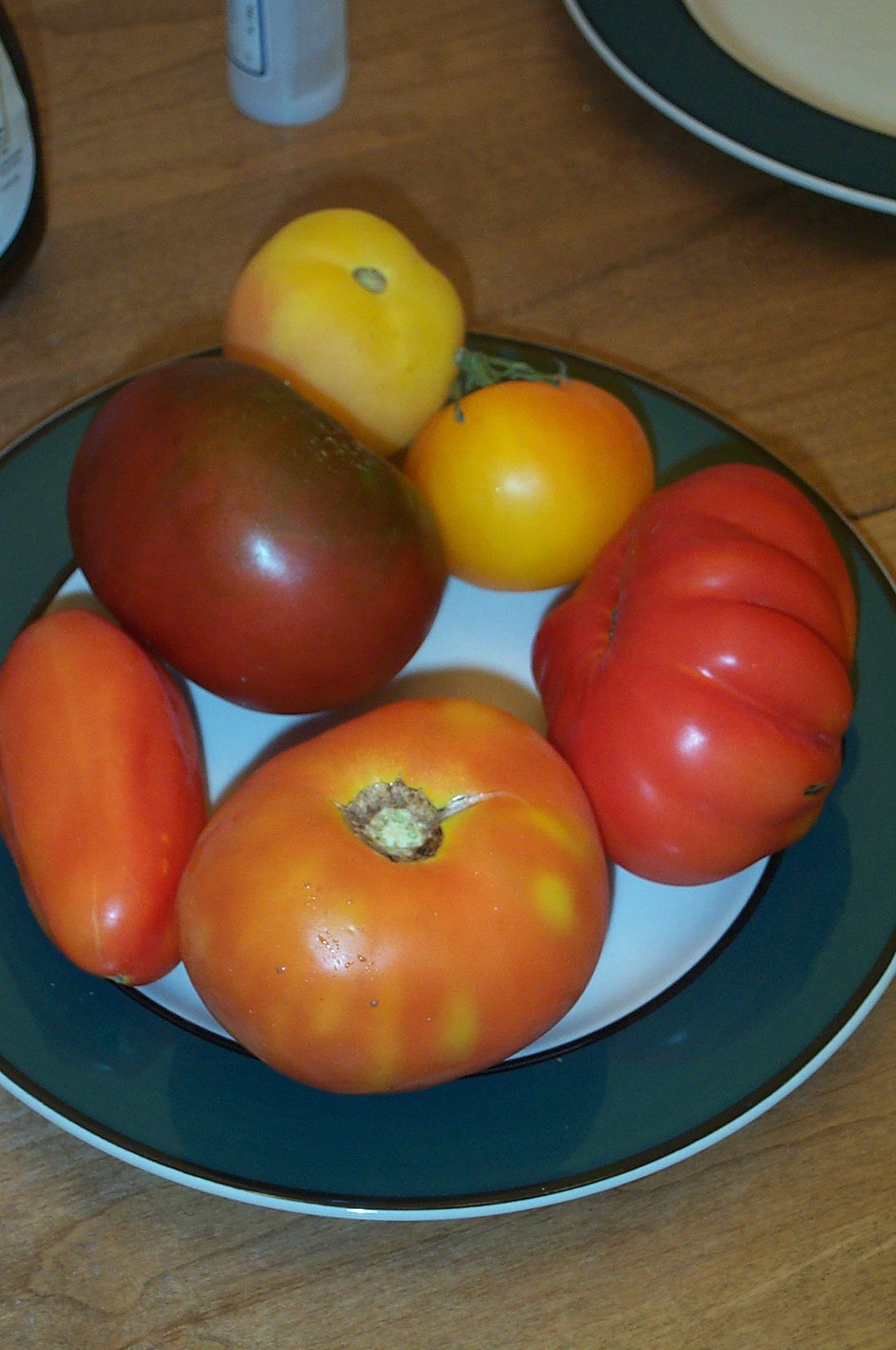
Каротин, лікопін та інші каротиноїди додають забарвлення більшості червоних та помаранчевих овочів і фруктів

бета-каротин

Каротиноїди — природні органічні пігменти, що виробляються бактеріями, грибами, водоростями і рослинами. Тепер розпізнано близько 600 каротиноїдів, котрі поділяються на два класи: ксантофіли та каротини. Вони мають переважно жовтий, помаранчевий або червоний колір, за своєю будовою це циклічні або ациклічні ізопреноїди.

## Властивості
Каротиноїди легко розводяться в багатьох органічних розчинниках: сірководні, дихлоретані, хлороформі, ізопропанолі, бензолі і киплячому петролейному ефірі, в гексані (за температури 0 °С).

## Фізіологічний ефект
Як допоміжні барвники фотосинтетичного апарату, каротиноїди забезпечують поглинання квантів двома піками в синьо-фіолетовий та синій областях спектра (420–490 нм) і деякою мірою в зеленій (490–550 нм). Сплески поглинання залежать від замісників біля вуглецевого скелета, типу розчинника та кількості подвійних зв'язків. У межах від 400 до 550 нм вони, здебільшого, мають дві-три смуги поглинання.
Каротиноїди розширюють спектр дії фотосинтезу, забезпечуючи поглинання від 10 до 20 % енергії сонячних квантів, причому близько 50 % енергії поглинається в короткохвильовій області — зоні високих енергій. Ці пігменти виконують завдання світлопоглинання, передаючи енергію власного електронно-збудженого стану хлорофілу. Зворотний процес передавання неможливий. Каротиноїди, на відміну від хлорофілів, не здатні до флуоресценції.
Такі каротиноїди, як віолаксантин, неоксантин, зеаксантин та інші, поглинаючи світло в короткохвильовій високоенергетичній частині спектра, виконують захисну функцію, як хімічні перешкоди в реакціях фотосинтезу. Можливий механізм захисту полягає в тому, що каротиноїди здатні реагувати зі збудженою молекулою хлорофілу, забираючи від нього енергію, чим запобігають його фотоокисненню. Енергія фотозбудженої молекули хлорофілу переходить до каротиноїду, хлорофіл набуває нормального енергетичного стану, а енергія виділяється у вигляді тепла. Завдяки цьому каротиноїди оберігають хлорофіл та інші біологічно активні сполуки від фотоокиснення.
Каротиноїдам належить ще одне особливе призначення в регулюванні фотосинтетичного апарату рослинного організму. Річ у тім, що хлоропласти переміщуються в клітині під впливом синіх променів, які знову ж таки поглинаються каротиноїдами.
Фізіологічна корисність каротиноїдів не обмежується їхньою участю в передаванні енергії на молекули хлорофілів. Каротиноїди — переносники активного кисню, вони беруть участь в окисно-відновних реакціях завдяки наявності значної кількості подвійних зв'язків. Їм належить певне завдання у статевому процесі рослин, а саме: вони зумовлюють забарвлення пелюсток квітів, плодів, коренеплодів. Залишається мало з'ясованим їхнє призначення в кисневому обміні, участь в утворенні фотоперіодичної реакції, в ростових процесах, зокрема під час проростання насіння, в проявах фототаксису та фототропізму.

## Виділення та отримання
Люди та інші тварини здебільшого не здатні синтезувати каротиноїди, отже повинні отримувати їх із їжею. Каротиноїди є звичайною і часто прикрашальною властивістю у тварин. Наприклад, рожевий колір лосося та червоне забарвлення варених омарів і луски жовтої морфи звичайних ящірок мурових пов’язані з каротиноїдами. Було припущено, що каротиноїди беруть участь у декоративних рисах тварин (для надзвичайних прикладів дивіться іпаткових птахів), через те що, враховуючи їхні фізіологічні та хімічні властивості, вони можуть використовуватися як видимі показники здоров’я окремої птахи, отже, тварини застосовують їх під час вибору потенційних партнерів.

## Використання людиною
Огляди епідеміологічних досліджень, які шукають кореляції між споживанням каротиноїдів у їжі та клінічними результатами, прийшли до різних висновків:
- Огляд 2015 року показав, що пожива з високим вмістом каротиноїдів, здається, захищає від раку голови та шиї.[4]

- Інший огляд 2015 року, присвячений тому, чи можуть каротиноїди запобігти раку передміхурової залози, виявив, що хоча кілька досліджень виявили взаємозв'язок між дієтами, багатшими чи біднішими на каротиноїди, що мабуть мають відповідну захисну дію, але бракує доказів аби визначити, чи це пов’язано з каротиноїдами як такими.[5]

- Дослідження 2014 року не виявили відповідності між споживанням продуктів з високим вмістом каротиноїдів і вітаміну А та ризиком розвитку хвороби Паркінсона.[6]

- Ще один огляд 2014 року, не показав суперечливих результатів у дослідженнях дієтичного споживання каротиноїдів і ризику захворювання на рак грудей.[7]

Каротиноїди також є важливими складниками темно-коричневого пігменту меланіну, який міститься у волоссі, шкірі та очах. Меланін поглинає високоенергетичне світло і захищає ці органи від внутрішньоклітинного пошкодження.
- У кількох дослідженнях спостерігали добрий вплив харчування з високим вмістом каротиноїдів на склад, прозорість, колір, міцність і еластичність шкіри.[8][9][10]

- Дослідження 1994 року відзначило, що пожива з високим вмістом каротиноїдів, допомогла зменшити симптоми напруги очей (сухість очей, головні болі та розмитість зору) і покращити нічний зір.[11][12][13]